# متلازمة المرآة
متلازمة المرآة (بالإنجليزية: Mirror syndrome)‏ أو الوذمة الثلاثية أو متلازمة بالانتين هي اضطراب نادر يصيب النساء الحوامل. وهو يصف الارتباط غير العادي لمَوَهُ الجَنين والمشيحي مع تسمم الحمل الأمومي.

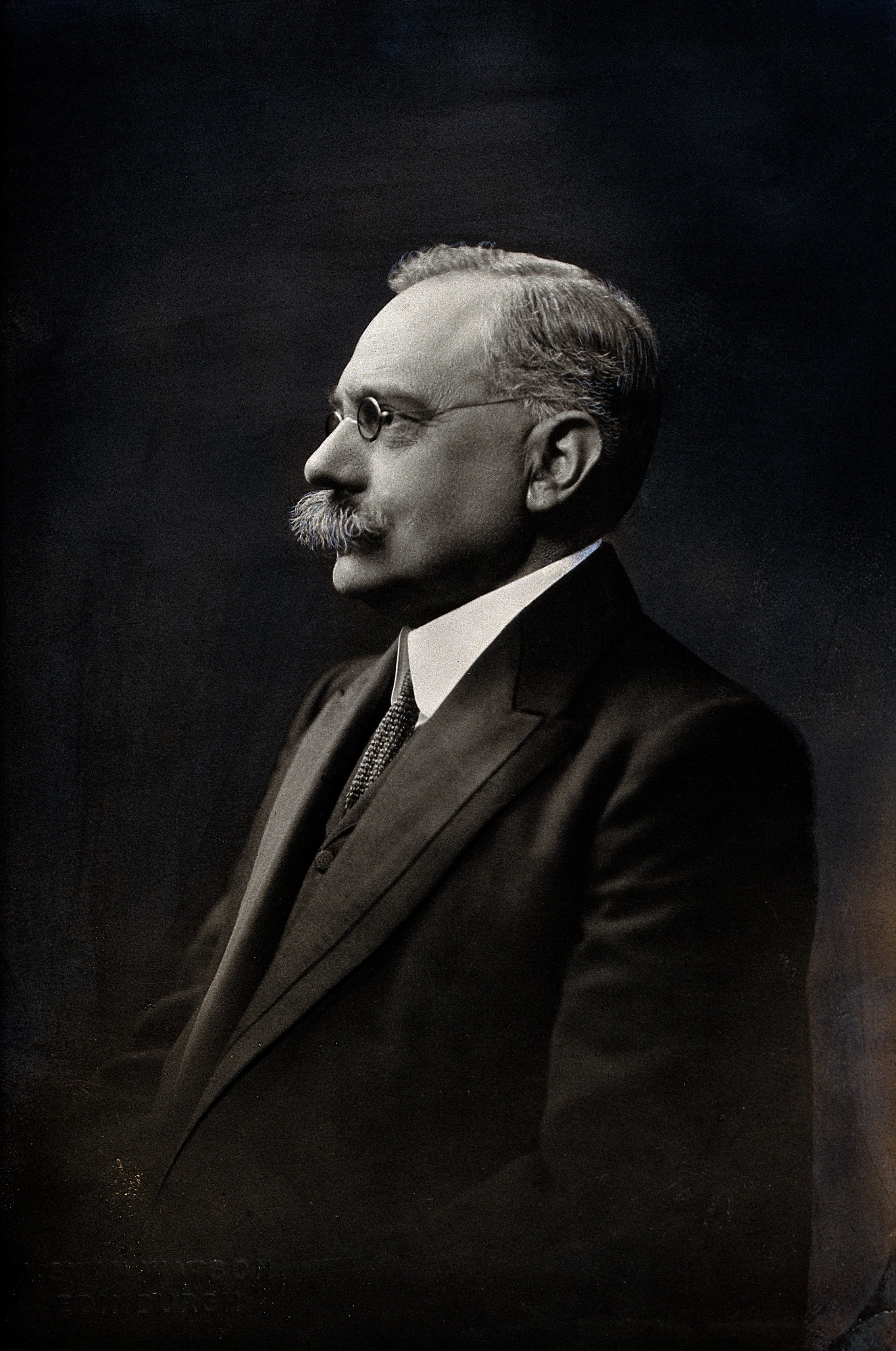
مُكتشف المتلازمة، وصفها لأول مرة في 1892 جون ويليام بالانتاين.

يشير اسم «متلازمة المرآة» إلى التشابه بين الوذمة الأمومية ومَوَهُ الجَنين تم وصفه لأول مرة في 1892 بواسطة جون ويليام بالانتاين. 

## الأسباب
قد تكون المسببات أيًا من تنوع المشكلات التوليدية التي تتراوح من الاضطرابات المناعية، بما في ذلك متلازمة الروماتيزم المناعي، إلى عدوى الجنين، والاضطرابات الأيضية، وتشوهات الجنين.     يمكن أن تنتج متلازمة بالانتاين من تفاعل الأمهات مع الجنين التي تعاني من مرض هيموغلوبين بارت بسبب وجود ثلاسيميا مزدوجة وراثية من كلا الوالدين. 

## طريقة تطور المرض
التقنية المسببة للمرض من متلازمة بالانتاين لا تزال مجهولة.

## علامات وأعراض المرض
متلازمة بالانتين لها خصائص عديدة:
- وذمة، دائما سمة رئيسية
- البول الزلالي من الأم، وعادة ما يكون قليل
- تسمم الحمل، غير عادي

ترتبط أعراض الجنين باحتباس السوائل، بما في ذلك الاستسقاء و موه السلى.  يوحي مَوَهُ الجنين بوجود علم الأمراض الجنينية الهامة وربما أمراض جنينية قاتلة.
يمكن أن يرتبط بمتلازمة نقل دم التوأم إلى التوأم. 

## تشخيص المرض
على الرغم من أن الآلية الدقيقة المسببة للمرض من متلازمة بالانتاين تظل غير معروفة، إلا أن العديد من الباحثين قد أبلغوا عن ارتفاع مستويات حمض اليوريك، وفقر الدم، وانخفاض الهيماتوكريت بدون انحلال الدم. 

## تشخيص تفريقي
تنعكس مشكلة التمييز (أو عدم) بين متلازمة بالانتين وتسمم الحمل في تنوع المصطلحات المستخدمة وفي النقاش المحيط بالموضوع. يبدو أكثر احتمالا أن مسببات الأمعاء الجنينية الوخيمة قد تسبب متلازمة بالانتين عندما تتفاقم الحالة الجنينية بشكل كبير وأن المتلازمة ليست سوى مظهر من مظاهر الشدة الشديدة للأمراض الجنينية المشيمية. عادة لا يتأثر عدد الصفائح الدموية ،ناقلة أسبارتات، ناقلة ألانين، وهابتوغلوبين ويمكن أن يُستخدم لتمييز متلازمة المرآة من متلازمة هيلب.     

## العلاج
في معظم الحالات تتسبب متلازمة بالانتين في وفاة الجنين أو الوليد، وعلى النقيض من ذلك، يكون تورط الأمهات محدود على الأكثر في حالة تسمم الحمل.